# 异野芝麻
异野芝麻（学名：Heterolamium debile）为唇形科异野芝麻属下的一个种。

## 扩展阅读
- 維基物種上的相關：异野芝麻